# Law Lords

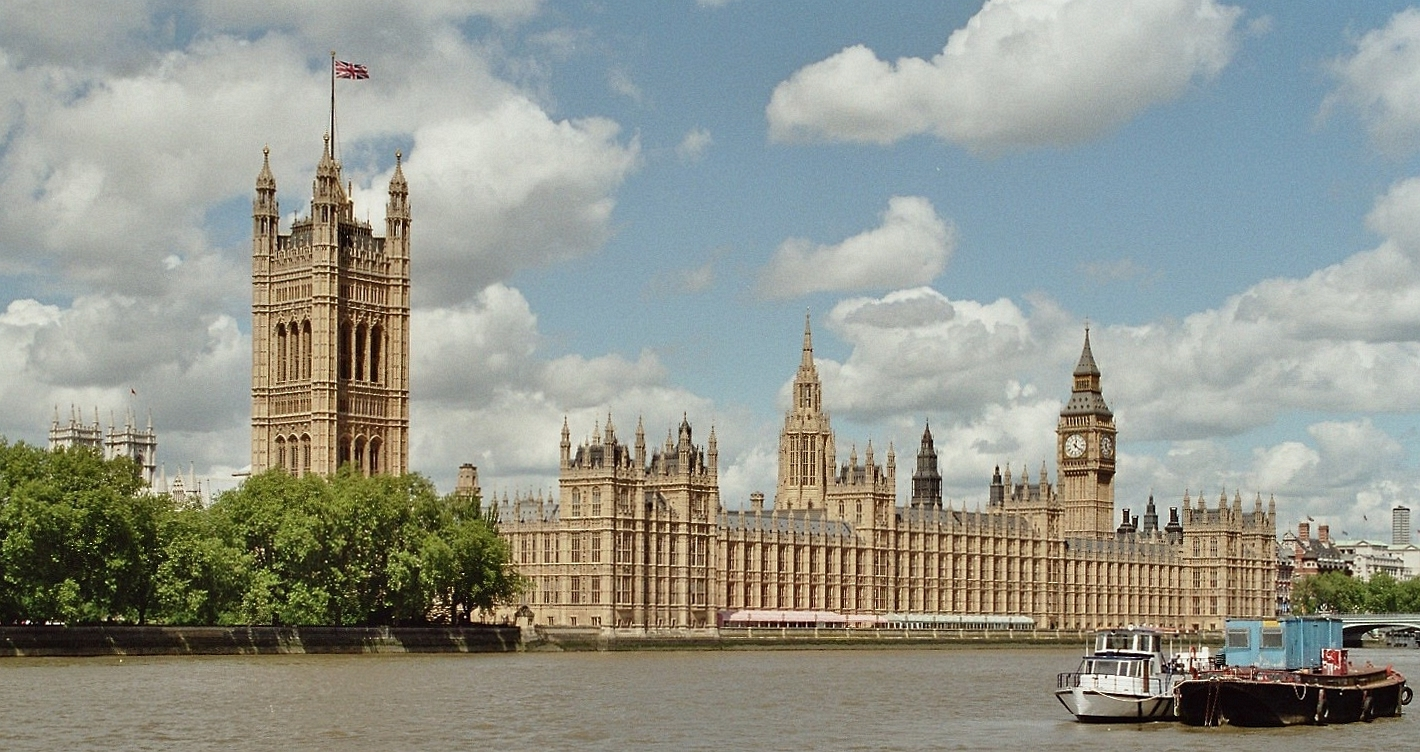
Houses of parliament.

The Law Lords waren de twaalf rechters die zetelen in het House of Lords, het Britse Hogerhuis. De Law Lords vormden de hoogste rechterlijke instantie in het Verenigd Koninkrijk, met de aantekening dat de Lords voor criminele zaken in Schotland geen jurisdictie hadden.
Wanneer het hoger beroep van een veroordeelde was afgewezen bij het Court of Appeal, kon men nog een beroep doen op de Law Lords, mits de veroordeelde kan bewijzen dat zijn of haar zaak van publiek belang was. Zaken die belangrijk waren voor het volk in het algemeen konden ook herzien worden door deze rechtbank.
Een rechtszaak werd altijd een oneven aantal Lords toegewezen, meestal vijf. In 2004 werden voor het eerst negen rechters op een zaak gezet, toen het House of Lords moest bekijken of de Engelse regering mensen zonder proces en voor onbepaalde tijd vast mocht houden in verband met de Anti-Terrorism, Crime and Security Act 2001.
Sinds 2009 zijn de rechterlijke functies van het House of Lords overgedragen aan het Supreme Court of the United Kingdom.